# Coupe continentale de hockey sur glace 2012-2013
Navigation
Édition 2011-2012 Édition 2013-2014
La saison 2012-2013 est la seizième édition de la Coupe continentale de hockey sur glace, une compétition européenne de clubs organisée par la Fédération internationale de hockey sur glace (IIHF). Elle débute le 28 septembre 2012. La Super finale a lieu en Ukraine. Elle se tient du 11 au 13 janvier 2013 au Palais des sports Droujba à Donetsk.

## Présentation
Dix-neuf équipes venant d'autant de pays prennent part à la compétition.
La compétition se divise en quatre phases de groupes. L'entrée en lice des équipes se fait selon le niveau de chacune.
Chaque groupe est composé de quatre équipes et est organisé par l'une d'entre elles. Il se déroule sous la forme d'un championnat à rencontre simple. Seul le vainqueur de chaque groupe se qualifie pour le tour suivant et la répartition des points est la suivante :
- 3 points pour une victoire dans le temps réglementaire
- 2 points pour une victoire en prolongation ou aux tirs de fusillade
- 1 point pour une défaite en prolongation ou aux tirs de fusillade
- 0 point pour une défaite dans le temps réglementaire

| Tour           | Dates             | Groupe   | Lieu                                          | Participants                                                                     |
| -------------- | ----------------- | -------- | --------------------------------------------- | -------------------------------------------------------------------------------- |
| Premier tour   | 28 - 30 septembre | Groupe A | Vákár Lajos Miercurea-Ciuc Roumanie           | HSC Csíkszereda HK Vitez Belgrade Başkent Yıldızları Spor Kulübü Maccabi Metoula |
| Deuxième tour  | 21 - 23 octobre   | Groupe B | Eisstadion am Gutenbergweg Landshut Allemagne | Landshut Cannibals Belfast Giants Ruijters Eaters Geleen HSC Csíkszereda         |
| Deuxième tour  | 21 - 23 octobre   | Groupe C | Vaasa Arena Vaasa Finlande                    | Liepājas Metalurgs Miskolci JJSE Vaasan Sport Beïbarys Atyraou                   |
| Troisième tour | 23 - 25 novembre  | Groupe D | Palaonda Bolzano Italie                       | HC Bolzano Herning Blue Fox Toros Neftekamsk Landshut Cannibals                  |
| Troisième tour | 23 - 25 novembre  | Groupe E | DNB Arena Stavanger Norvège                   | Metallourg Jlobine Stavanger Oilers KH Sanok Beïbarys Atyraou                    |
| Super finale   | 11 - 13 janvier   | Groupe F | Palais des sports Droujba Donetsk Ukraine     | Dragons de Rouen Donbass Donetsk HC Bolzano Metallourg Jlobine                   |

## Premier tour - Groupe A
Le premier tour se déroule du 28 au 30 septembre 2012. Le Groupe A a lieu à Miercurea-Ciuc en Roumanie. Engagé dans un premier temps, le club espagnol Club Hielo Jaca annonce en juillet 2012 qu'il ne peut participer à la Coupe continentale pour raisons financières. Il est remplacé par les israéliens du Maccabi Metoula.
En février 2013, le comité de discipline de l'IIHF décide de disqualifier le club turc Başkent Yıldızları Spor Kulübü en raison de l'utilisation non réglementaire de trois joueurs. Tous les résultats des rencontres auxquelles l'équipe a participé sont annulés. Le club perd également sa récompense de 4 000 CHF, reçoit 1 000 CHF d'amende et est interdit de disputer l'édition 2013-2014.
Tous les horaires sont locaux (UTC+3).
| 28 septembre 2012 | Maccabi Metoula | 0-15 (0-6, 0-7, 0-2) | HK Vitez Belgrade | Vákár Lajos |

| Feuille de match | Feuille de match | Feuille de match | Feuille de match | Feuille de match                    |
| ---------------- | ---------------- | ---------------- | ---------------- | ----------------------------------- |
|                  |                  |                  |                  | Arbitrage : Andrea Moschen (Italie) |
|                  |                  |                  |                  |                                     |
|                  |                  |                  |                  |                                     |
|                  |                  |                  |                  |                                     |

| 28 septembre 2012 | Başkent Yıldızları SK | 0-15 (0-8, 0-2, 0-5) | HSC Csíkszereda | Vákár Lajos |

| Feuille de match | Feuille de match | Feuille de match | Feuille de match | Feuille de match                          |
| ---------------- | ---------------- | ---------------- | ---------------- | ----------------------------------------- |
|                  |                  |                  |                  | Arbitrage : Jeffrey den Ridder (Pays-Bas) |
|                  |                  |                  |                  |                                           |
|                  |                  |                  |                  |                                           |
|                  |                  |                  |                  |                                           |

| 29 septembre 2012 | HK Vitez Belgrade | 1-6 (0-4, 0-1, 1-1) | Başkent Yıldızları SK | Vákár Lajos |

| Feuille de match | Feuille de match | Feuille de match | Feuille de match | Feuille de match                        |
| ---------------- | ---------------- | ---------------- | ---------------- | --------------------------------------- |
|                  |                  |                  |                  | Arbitrage : Miroslav Stefik (Slovaquie) |
|                  |                  |                  |                  |                                         |
|                  |                  |                  |                  |                                         |
|                  |                  |                  |                  |                                         |

| 29 septembre 2012 | HSC Csíkszereda | 15-0 (6-0, 6-0, 3-0) | Maccabi Metoula | Vákár Lajos |

| Feuille de match | Feuille de match | Feuille de match | Feuille de match | Feuille de match                    |
| ---------------- | ---------------- | ---------------- | ---------------- | ----------------------------------- |
|                  |                  |                  |                  | Arbitrage : Andrea Moschen (Italie) |
|                  |                  |                  |                  |                                     |
|                  |                  |                  |                  |                                     |
|                  |                  |                  |                  |                                     |

| 30 septembre 2012 | Başkent Yıldızları SK | 13-1 (4-0, 8-0, 1-1) | Maccabi Metoula | Vákár Lajos |

| Feuille de match | Feuille de match | Feuille de match | Feuille de match | Feuille de match                          |
| ---------------- | ---------------- | ---------------- | ---------------- | ----------------------------------------- |
|                  |                  |                  |                  | Arbitrage : Jeffrey den Ridder (Pays-Bas) |
|                  |                  |                  |                  |                                           |
|                  |                  |                  |                  |                                           |
|                  |                  |                  |                  |                                           |

| 30 septembre 2012 | HSC Csíkszereda | 6-0 (1-0, 4-0, 1-0) | HK Vitez Belgrade | Vákár Lajos |

| Feuille de match | Feuille de match | Feuille de match | Feuille de match | Feuille de match                        |
| ---------------- | ---------------- | ---------------- | ---------------- | --------------------------------------- |
|                  |                  |                  |                  | Arbitrage : Miroslav Stefik (Slovaquie) |
|                  |                  |                  |                  |                                         |
|                  |                  |                  |                  |                                         |
|                  |                  |                  |                  |                                         |

| Clt   | Équipe                         | PJ | V | VP | D | DP | BP | BC | Diff | Pts |
| ----- | ------------------------------ | -- | - | -- | - | -- | -- | -- | ---- | --- |
| +001, | HSC Csíkszereda                | 2  | 2 | 0  | 0 | 0  | 21 | 0  | +21  | 6   |
| +002, | HK Vitez Belgrade              | 2  | 1 | 0  | 1 | 0  | 15 | 6  | +9   | 3   |
| +003, | Maccabi Metoula                | 2  | 0 | 0  | 2 | 0  | 0  | 30 | -30  | 0   |
|       | Başkent Yıldızları Spor Kulübü | -  | - | -  | - | -  | -  | -  | -    | -   |

- Qualifié pour le deuxième tour

## Deuxième tour
Le deuxième tour se déroule du 19 au 21 octobre 2012.

### Groupe B
Le Groupe B se déroule à Landshut en Allemagne.
Tous les horaires sont locaux (UTC+2).
| 19 octobre 2012 | Belfast Giants | 11-1 (5-0, 3-0, 3-1) | Ruijters Eaters Geleen | Eisstadion am Gutenbergweg |

| Feuille de match | Feuille de match | Feuille de match | Feuille de match | Feuille de match |
| ---------------- | ---------------- | ---------------- | ---------------- | ---------------- |
|                  |                  |                  |                  |                  |
|                  |                  |                  |                  |                  |
|                  |                  |                  |                  |                  |
|                  |                  |                  |                  |                  |

| 19 octobre 2012 | Landshut Cannibals | 2-0 (1-0, 0-0, 1-0) | HSC Csíkszereda | Eisstadion am Gutenbergweg 852 spectateurs |

| Feuille de match | Feuille de match | Feuille de match | Feuille de match | Feuille de match |
| ---------------- | ---------------- | ---------------- | ---------------- | ---------------- |
|                  |                  |                  |                  |                  |
|                  |                  |                  |                  |                  |
|                  |                  |                  |                  |                  |
|                  |                  |                  |                  |                  |

| 20 octobre 2012 | Ruijters Eaters Geleen | 3-2 (0-0, 1-1, 2-1) | HSC Csíkszereda | Eisstadion am Gutenbergweg 300 spectateurs |

| Feuille de match | Feuille de match | Feuille de match | Feuille de match | Feuille de match |
| ---------------- | ---------------- | ---------------- | ---------------- | ---------------- |
|                  |                  |                  |                  |                  |
|                  |                  |                  |                  |                  |
|                  |                  |                  |                  |                  |
|                  |                  |                  |                  |                  |

| 20 octobre 2012 | Landshut Cannibals | 7-1 (3-0, 2-1, 2-0) | Belfast Giants | Eisstadion am Gutenbergweg |

| Feuille de match | Feuille de match | Feuille de match | Feuille de match | Feuille de match |
| ---------------- | ---------------- | ---------------- | ---------------- | ---------------- |
|                  |                  |                  |                  |                  |
|                  |                  |                  |                  |                  |
|                  |                  |                  |                  |                  |
|                  |                  |                  |                  |                  |

| 21 octobre 2012 | HSC Csíkszereda | 0-4 (0-1, 0-2, 0-1) | Belfast Giants | Eisstadion am Gutenbergweg 259 spectateurs |

| Feuille de match | Feuille de match | Feuille de match | Feuille de match | Feuille de match |
| ---------------- | ---------------- | ---------------- | ---------------- | ---------------- |
|                  |                  |                  |                  |                  |
|                  |                  |                  |                  |                  |
|                  |                  |                  |                  |                  |
|                  |                  |                  |                  |                  |

| 21 octobre 2012 | Ruijters Eaters Geleen | 2-4 (1-0, 0-3, 1-1) | Landshut Cannibals | Eisstadion am Gutenbergweg 908 spectateurs |

| Feuille de match | Feuille de match | Feuille de match | Feuille de match | Feuille de match |
| ---------------- | ---------------- | ---------------- | ---------------- | ---------------- |
|                  |                  |                  |                  |                  |
|                  |                  |                  |                  |                  |
|                  |                  |                  |                  |                  |
|                  |                  |                  |                  |                  |

| Clt   | Équipe                 | PJ | V | VP | D | DP | BP | BC | Diff | Pts |
| ----- | ---------------------- | -- | - | -- | - | -- | -- | -- | ---- | --- |
| +001, | Landshut Cannibals     | 3  | 3 | 0  | 0 | 0  | 13 | 3  | +10  | 9   |
| +002, | Belfast Giants         | 3  | 2 | 0  | 1 | 0  | 16 | 8  | +8   | 6   |
| +003, | Ruijters Eaters Geleen | 3  | 1 | 0  | 2 | 0  | 6  | 17 | -11  | 3   |
| +004, | HSC Csíkszereda        | 3  | 0 | 0  | 3 | 0  | 2  | 9  | -7   | 0   |

- Qualifié pour le troisième tour

### Groupe C
Le Groupe C se déroule à Vaasa en Finlande.
Tous les horaires sont locaux (UTC+3).
| 19 octobre 2012 | Beïbarys Atyraou | 5-3 (1-2, 1-1, 3-0) | Liepājas Metalurgs | Vaasan Arena 157 spectateurs |

| Feuille de match | Feuille de match | Feuille de match | Feuille de match | Feuille de match |
| ---------------- | ---------------- | ---------------- | ---------------- | ---------------- |
|                  |                  |                  |                  |                  |
|                  |                  |                  |                  |                  |
|                  |                  |                  |                  |                  |
|                  |                  |                  |                  |                  |

| 19 octobre 2012 | Miskolci JJSE | 1-11 (0-3, 0-3, 1-5) | Vaasan Sport | Vaasan Arena 1 170 spectateurs |

| Feuille de match | Feuille de match | Feuille de match | Feuille de match | Feuille de match |
| ---------------- | ---------------- | ---------------- | ---------------- | ---------------- |
|                  |                  |                  |                  |                  |
|                  |                  |                  |                  |                  |
|                  |                  |                  |                  |                  |
|                  |                  |                  |                  |                  |

| 20 octobre 2012 | Liepājas Metalurgs | 7-4 (3-3, 0-1, 4-0) | Miskolci JJSE | Vaasan Arena 185 spectateurs |

| Feuille de match | Feuille de match | Feuille de match | Feuille de match | Feuille de match |
| ---------------- | ---------------- | ---------------- | ---------------- | ---------------- |
|                  |                  |                  |                  |                  |
|                  |                  |                  |                  |                  |
|                  |                  |                  |                  |                  |
|                  |                  |                  |                  |                  |

| 20 octobre 2012 | Vaasan Sport | 4-5 (3-0, 1-2, 0-3) | Beïbarys Atyraou | Vaasan Arena 1 553 spectateurs |

| Feuille de match | Feuille de match | Feuille de match | Feuille de match | Feuille de match |
| ---------------- | ---------------- | ---------------- | ---------------- | ---------------- |
|                  |                  |                  |                  |                  |
|                  |                  |                  |                  |                  |
|                  |                  |                  |                  |                  |
|                  |                  |                  |                  |                  |

| 21 octobre 2012 | Miskolci JJSE | 0-4 (0-1, 0-3, 0-0) | Beïbarys Atyraou | Vaasan Arena 155 spectateurs |

| Feuille de match | Feuille de match | Feuille de match | Feuille de match | Feuille de match |
| ---------------- | ---------------- | ---------------- | ---------------- | ---------------- |
|                  |                  |                  |                  |                  |
|                  |                  |                  |                  |                  |
|                  |                  |                  |                  |                  |
|                  |                  |                  |                  |                  |

| 21 octobre 2012 | Vaasan Sport | 4-3 (pr) (0-1, 1-1, 2-1, 1-0) | Liepājas Metalurgs | Vaasan Arena 873 spectateurs |

| Feuille de match | Feuille de match | Feuille de match | Feuille de match | Feuille de match |
| ---------------- | ---------------- | ---------------- | ---------------- | ---------------- |
|                  |                  |                  |                  |                  |
|                  |                  |                  |                  |                  |
|                  |                  |                  |                  |                  |
|                  |                  |                  |                  |                  |

| Clt   | Équipe             | PJ | V | VP | D | DP | BP | BC | Diff | Pts |
| ----- | ------------------ | -- | - | -- | - | -- | -- | -- | ---- | --- |
| +001, | Beïbarys Atyraou   | 3  | 3 | 0  | 0 | 0  | 14 | 7  | +7   | 9   |
| +002, | Vaasan Sport       | 3  | 1 | 1  | 1 | 0  | 19 | 9  | +10  | 5   |
| +003, | Liepājas Metalurgs | 3  | 1 | 0  | 1 | 1  | 13 | 13 | 0    | 4   |
| +004, | Miskolci JJSE      | 3  | 0 | 0  | 3 | 0  | 5  | 22 | -17  | 0   |

- Qualifié pour le troisième tour

## Troisième tour
Le troisième tour se déroule du 23 au 25 novembre 2012.

### Groupe D
Le Groupe D se déroule à Bolzano en Italie.
Tous les horaires sont locaux (UTC+1).
| 23 novembre 2012 | Toros Neftekamsk | 2-1 (1-0, 0-0, 1-1) | Landshut Cannibals | Palaonda 1 000 spectateurs |

| Feuille de match | Feuille de match | Feuille de match | Feuille de match | Feuille de match |
| ---------------- | ---------------- | ---------------- | ---------------- | ---------------- |
|                  |                  |                  |                  |                  |
|                  |                  |                  |                  |                  |
|                  |                  |                  |                  |                  |
|                  |                  |                  |                  |                  |

| 23 novembre 2012 | HC Bolzano | 3-2 (0-1, 1-0, 2-1) | Herning Blue Fox | Palaonda 3 100 spectateurs |

| Feuille de match | Feuille de match | Feuille de match | Feuille de match | Feuille de match |
| ---------------- | ---------------- | ---------------- | ---------------- | ---------------- |
|                  |                  |                  |                  |                  |
|                  |                  |                  |                  |                  |
|                  |                  |                  |                  |                  |
|                  |                  |                  |                  |                  |

| 24 novembre 2012 | Herning Blue Fox | 1-3 (0-1, 1-0, 0-2) | Toros Neftekamsk | Palaonda 1 050 spectateurs |

| Feuille de match | Feuille de match | Feuille de match | Feuille de match | Feuille de match |
| ---------------- | ---------------- | ---------------- | ---------------- | ---------------- |
|                  |                  |                  |                  |                  |
|                  |                  |                  |                  |                  |
|                  |                  |                  |                  |                  |
|                  |                  |                  |                  |                  |

| 24 novembre 2012 | Landshut Cannibals | 0-2 (0-0, 0-0, 0-2) | HC Bolzano | Palaonda 4 250 spectateurs |

| Feuille de match | Feuille de match | Feuille de match | Feuille de match | Feuille de match |
| ---------------- | ---------------- | ---------------- | ---------------- | ---------------- |
|                  |                  |                  |                  |                  |
|                  |                  |                  |                  |                  |
|                  |                  |                  |                  |                  |
|                  |                  |                  |                  |                  |

| 25 novembre 2012 | Herning Blue Fox | 4-0 (2-0, 2-0, 0-0) | Landshut Cannibals | Palaonda 751 spectateurs |

| Feuille de match | Feuille de match | Feuille de match | Feuille de match | Feuille de match |
| ---------------- | ---------------- | ---------------- | ---------------- | ---------------- |
|                  |                  |                  |                  |                  |
|                  |                  |                  |                  |                  |
|                  |                  |                  |                  |                  |
|                  |                  |                  |                  |                  |

| 25 novembre 2012 | HC Bolzano | 3-2 (pr) (1-0, 0-1, 1-1, 1-0) | Toros Neftekamsk | Palaonda 4 300 spectateurs |

| Feuille de match | Feuille de match | Feuille de match | Feuille de match | Feuille de match |
| ---------------- | ---------------- | ---------------- | ---------------- | ---------------- |
|                  |                  |                  |                  |                  |
|                  |                  |                  |                  |                  |
|                  |                  |                  |                  |                  |
|                  |                  |                  |                  |                  |

| Clt   | Équipe             | PJ | V | VP | D | DP | BP | BC | Diff | Pts |
| ----- | ------------------ | -- | - | -- | - | -- | -- | -- | ---- | --- |
| +001, | HC Bolzano         | 3  | 2 | 1  | 0 | 0  | 8  | 4  | +4   | 8   |
| +002, | Toros Neftekamsk   | 3  | 2 | 0  | 0 | 1  | 7  | 5  | +2   | 7   |
| +003, | Herning Blue Fox   | 3  | 1 | 0  | 2 | 0  | 7  | 6  | +1   | 3   |
| +004, | Landshut Cannibals | 3  | 0 | 0  | 3 | 0  | 1  | 8  | -7   | 0   |

- Qualifié pour la Super Finale

### Groupe E
Le Groupe E se déroule à Stavanger en Norvège.
Tous les horaires sont locaux (UTC+1).
| 23 novembre 2012 | Metallourg Jlobine | 3-0 (1-0, 2-0, 0-0) | Beïbarys Atyraou | DNB Arena 150 spectateurs |

| Feuille de match | Feuille de match | Feuille de match | Feuille de match | Feuille de match |
| ---------------- | ---------------- | ---------------- | ---------------- | ---------------- |
|                  |                  |                  |                  |                  |
|                  |                  |                  |                  |                  |
|                  |                  |                  |                  |                  |
|                  |                  |                  |                  |                  |

| 23 novembre 2012 | KH Sanok | 4-7 (0-2, 3-4, 1-1) | Stavanger Oilers | DNB Arena 1 444 spectateurs |

| Feuille de match                    | Feuille de match | Feuille de match                            | Feuille de match | Feuille de match                                                     |
| ----------------------------------- | --- | ------------------------------------------- | --- | -------------------------------------------------------------------- |
|                                     | - M. Vozdecký (J. Vitek, P. Bartoš) — 23 min 9 s (SN) - P. Mojžíš (K. Zapala) — 31 min 39 s - M. Vozdecký (P. Bartoš) — 38 min 18 s (IN) P. Bartoš (M. Vozdecký) — 47 min 58 s - | 0-1 0-2 1-2 1-3 2-3 2-4 2-5 2-6 3-6 4-6 4-7 | C. Dahl Andersen (C. Kinley, JP. Loikas) — 6 min 17 s L. Andersen David (J. Kaunismäki, LP. Nagel) — 10 min 31 s (IN) - M. Brandasu (TA. Thomas Boxill, C. Kinley) — 31 min 11 s - D. Kissel (P. Lorentzen, H. Solberg) — 33 min 37 s LA. David (LP. Nagel, K. Davis) — 35 min 19 s (SN) JP Loikas (C. Dahl Andersen, M. Strandfeldt) — 37 min 30 s (SN) - C. Dahl Andersen (H. Solberg) — 58 min 20 s (CV) | Arbitrage : Markus Brill, Michael Hicks Jonny Bergstrøm, Stian Flåen |
| Przemysław Odrobny Daniel Kachniarz | Gardiens | Henrik Holm                                 | | Arbitrage : Markus Brill, Michael Hicks Jonny Bergstrøm, Stian Flåen |
| 8 min                               | Pénalités | 4 min                                       | | Arbitrage : Markus Brill, Michael Hicks Jonny Bergstrøm, Stian Flåen |
| 30                                  | Tirs | 44                                          | | Arbitrage : Markus Brill, Michael Hicks Jonny Bergstrøm, Stian Flåen |

| 24 novembre 2012 | KH Sanok | 3-5 (2-0, 1-3, 0-2) | Metallourg Jlobine | DNB Arena 217 spectateurs |

| Feuille de match | Feuille de match | Feuille de match | Feuille de match | Feuille de match |
| ---------------- | ---------------- | ---------------- | ---------------- | ---------------- |
|                  |                  |                  |                  |                  |
|                  |                  |                  |                  |                  |
|                  |                  |                  |                  |                  |
|                  |                  |                  |                  |                  |

| 24 novembre 2012 | Stavanger Oilers | 3-2 (pr) (2-1, 0-0, 0-1, 1-0) | Beïbarys Atyraou | DNB Arena 1 254 spectateurs |

| Feuille de match | Feuille de match | Feuille de match | Feuille de match | Feuille de match |
| ---------------- | ---------------- | ---------------- | ---------------- | ---------------- |
|                  |                  |                  |                  |                  |
|                  |                  |                  |                  |                  |
|                  |                  |                  |                  |                  |
|                  |                  |                  |                  |                  |

| 25 novembre 2012 | Beïbarys Atyraou | 5-1 (3-1, 2-0, 0-0) | KH Sanok | DNB Arena 250 spectateurs |

| Feuille de match | Feuille de match | Feuille de match | Feuille de match | Feuille de match |
| ---------------- | ---------------- | ---------------- | ---------------- | ---------------- |
|                  |                  |                  |                  |                  |
|                  |                  |                  |                  |                  |
|                  |                  |                  |                  |                  |
|                  |                  |                  |                  |                  |

| 25 novembre 2012 | Stavanger Oilers | 3-4 (TB) (1-2, 1-0, 1-1, 0-0, 0-1) | Metallourg Jlobine | DNB Arena 1 480 spectateurs |

| Feuille de match | Feuille de match | Feuille de match | Feuille de match | Feuille de match |
| ---------------- | ---------------- | ---------------- | ---------------- | ---------------- |
|                  |                  |                  |                  |                  |
|                  |                  |                  |                  |                  |
|                  |                  |                  |                  |                  |
|                  |                  |                  |                  |                  |

| Clt   | Équipe             | PJ | V | VP | D | DP | BP | BC | Diff | Pts |
| ----- | ------------------ | -- | - | -- | - | -- | -- | -- | ---- | --- |
| +001, | Metallourg Jlobine | 3  | 2 | 1  | 0 | 0  | 12 | 6  | +6   | 8   |
| +002, | Stavanger Oilers   | 3  | 1 | 1  | 0 | 1  | 13 | 10 | +3   | 6   |
| +003, | Beïbarys Atyraou   | 3  | 1 | 0  | 1 | 1  | 7  | 7  | 0    | 4   |
| +004, | KH Sanok           | 3  | 0 | 0  | 3 | 0  | 8  | 17 | -9   | 0   |

- Qualifié pour la Super Finale

## Super Finale
La Super Finale se déroule du 11 au 13 janvier 2013 à Donetsk en Ukraine.
Tous les horaires sont locaux (UTC+2).
| 11 janvier 2013 | Dragons de Rouen | 6-1 (2-0, 3-0, 1-1) | HC Bolzano | Palais des sports Droujba 1 572 spectateurs |

| Feuille de match | Feuille de match | Feuille de match                        | Feuille de match                                  | Feuille de match |
| ---------------- | --- | --------------------------------------- | ------------------------------------------------- | ---------------- |
|                  | MA. Thinel (J. Desrosiers, FP. Guénette) (SN) — 14 min 0 s J. Desrosiers (MA. Thinel) — 16 min 36 s D. Fredriksson (J. Janil, J. Desrosiers) (SN) — 20 min 52 s FP. Guénette (A. Tavželj, J. Desrosiers) (SN) — 27 min 46 s L. Benoît (I. Salmivirta, R. Gutierrez) — 30 min 32 s - FP. Guénette (MA. Thinel, J. Desrosiers) — 57:18 | 1-0 2-0 3-0 4-0 5-0 5-1 6-1             | - 52 min 3 s — M. Gander (A. Bernard, M. Insam) - |                  |
| F. Lhenry        | Gardiens | T. Duba 30 min 32 s G. Hell 29 min 28 s |                                                   |                  |
|                  | |                                         |                                                   |                  |
|                  | |                                         |                                                   |                  |

| 11 janvier 2013 | Donbass Donetsk | 1-0 (0-0, 1-0, 0-0) | Metallourg Jlobine | Palais des sports Droujba 3 871 spectateurs |

| Feuille de match | Feuille de match                                     | Feuille de match | Feuille de match | Feuille de match |
| ---------------- | ---------------------------------------------------- | ---------------- | ---------------- | ---------------- |
|                  | I. Dadonov (V. Nedorost, T. Kiiskinen) — 26 min 46 s | 1-0              | -                |                  |
| J. Laco          | Gardiens                                             | D. Miltchakow    |                  |                  |
|                  |                                                      |                  |                  |                  |
|                  |                                                      |                  |                  |                  |

| 12 janvier 2013 | Dragons de Rouen | 1-3 (0-0, 0-3, 1-0) | Metallourg Jlobine | Palais des sports Droujba 1 374 spectateurs |

| Feuille de match | Feuille de match                                         | Feuille de match | Feuille de match | Feuille de match |
| ---------------- | -------------------------------------------------------- | ---------------- | --- | ---------------- |
|                  | - FP. Guénette (MA. Thinel, J. Desrosiers) — 56 min 48 s | 0-1 0-2 0-3 1-3  | 23 min 32 s — K. Brikun (D. Igoshin) 24 min 57 s — A. Yeremin (V. Marchenko, V. Andryushchenko) 39 min 1 s — N. Remezov (A. Yeremin, I. Shinkevich)(IN) - |                  |
| F. Lhenry        | Gardiens                                                 | D. Miltchakow    | |                  |
| 4 min            | Pénalités                                                | 10 min           | |                  |
| 18               | Tirs                                                     | 22               | |                  |

| 12 janvier 2013 | HC Bolzano | 0-3 (0-1, 0-1, 0-1) | Donbass Donetsk | Palais des sports Droujba 3 928 spectateurs |

| Feuille de match | Feuille de match | Feuille de match | Feuille de match | Feuille de match |
| ---------------- | ---------------- | ---------------- | --- | ---------------- |
|                  | -                | 0-1 0-2 0-3      | 16 min 31 s — L. Kašpar (D. Kochetkov, S. Varlamov) 37 min 49 s — D. Kochetkov (L. Kašpar) 56 min 21 s — C. Wilson (V. Nedorost, I. Dadonov) |                  |
| T. Duba          | Gardiens         | J. Laco          | |                  |
|                  |                  |                  | |                  |
|                  |                  |                  | |                  |

| 13 janvier 2013 | Metallourg Jlobine | 1-0 (0-0, 0-0, 0-0, 0-0, 1-0) | HC Bolzano | Palais des sports Droujba 1 157 spectateurs |

| Feuille de match | Feuille de match                                                           | Feuille de match                  | Feuille de match                                                 | Feuille de match |
| ---------------- | -------------------------------------------------------------------------- | --------------------------------- | ---------------------------------------------------------------- | ---------------- |
|                  | · K. Baranov Oui · A. Yefimenko Oui · V. Khlebnikov Non · A. Yefimenko Oui | Tirs de fusillade 1-1 1-2 2-2 3-2 | · Oui M. Sharp · Non M. McCutcheon · Oui A. Egger · Non M. Sharp |                  |
| D. Miltchakow    | Gardiens                                                                   | T. Duba                           |                                                                  |                  |
| 4 min            | Pénalités                                                                  | 8 min                             |                                                                  |                  |
| 41               | Tirs                                                                       | 8                                 |                                                                  |                  |

| 13 janvier 2013 | Donbass Donetsk | 7-1 (2-1, 3-0, 2-0) | Dragons de Rouen | Palais des sports Droujba 395 spectateurs |

| Feuille de match | Feuille de match | Feuille de match                | Feuille de match                  | Feuille de match |
| ---------------- | --- | ------------------------------- | --------------------------------- | ---------------- |
|                  | S. Varlamov (D. Kochetkov, L. Kašpar) (SN) — 1 min 54 s - T. Kiiskinen (I. Dadonov) — 19 min 47 s C. Wilson (I. Dadonov, P. Podhradský) (2 SN) — 26 min 29 s T. Kiiskinen (V. Nedorost) (SN) — 27 min 53 s S. Varlamov (L. Kašpar, D. Kochetkov) (SN) — 29 min 22 s S. Peretiaguine (D. Kochetkov) — 41 min 46 s P. Podhradský (T. Kiiskinen, I. Dadonov) — 55 min 25 s | 1-0 1-1 2-1 3-1 4-1 5-1 6-1 7-1 | - 9 min 57 s — D. Fredriksson - - |                  |
| J. Laco          | Gardiens | F. Lhenry                       |                                   |                  |
| 10 min           | Pénalités | 10 min                          |                                   |                  |
| 37               | Tirs | 22                              |                                   |                  |

| Clt   | Équipe             | PJ | V | VP | D | DP | BP | BC | Pts |
| ----- | ------------------ | -- | - | -- | - | -- | -- | -- | --- |
| +001, | Donbass Donetsk    | 3  | 3 | 0  | 0 | 0  | 11 | 1  | 9   |
| +002, | Metallourg Jlobine | 3  | 1 | 1  | 1 | 0  | 4  | 2  | 5   |
| +003, | Dragons de Rouen   | 3  | 1 | 0  | 2 | 0  | 8  | 11 | 3   |
| +004, | HC Bolzano         | 3  | 0 | 0  | 2 | 1  | 1  | 10 | 1   |

- Vainqueur de la Coupe continentale de hockey sur glace 2012-2013

### Meilleurs joueurs
- Meilleur gardien de but : Ján Laco (Donbass Donetsk)
- Meilleur défenseur : Clay Wilson (Donbass Donetsk)
- Meilleur attaquant : Julien Desrosiers (Rouen)
- Meilleur pointeur : Julien Desrosiers (Rouen), 6 points

### Effectif vainqueur
| Vainqueur de la Coupe continentale Donbass Donetsk | Gardiens de but : Ján Laco, Stepan Goriatchevskikh Défenseurs : Oskars Bārtulis, Jan Kolář, Sergueï Peretiaguine, Peter Podhradský, Pasi Puistola, Sergueï Terechtchenko, Clay Wilson Attaquants : Ievgueni Dadonov, Vitali Donika, Lukáš Kašpar, Tuomas Kiiskinen, Denis Kotchetkov, Maksim Kvitchenko, Oleksandr Materoukhine, Václav Nedorost, Fredrik Pettersson, Randy Robitaille, Serhiï Varlamov, Aleksandr Vassiliev, Petteri Wirtanen Entraîneur : Július Šupler |